# الغرفة (مدينة)
الغرفة هي إحدى أكبر المدن التابعة لإمارة الفجيرة في الإمارات.
تقع على الساحل الشرقي للإمارة وتمتد من حدود الإمارة وتضم كل من مناطق الرغيلات، العويد، طوي بروك، مريشيد وغيرها. كانت المدينة تحت حكم الشيخ عبيد بن أحمد الزحمي. وفي مطلع السبعينات وبعد قيام الاتحاد تم دمج مدينتي الغرفة والفجيرة القديمة في مدينة واحدة (مدينة الفجيرة حالياً).